# Pantai Johor
Pantai Johor is een bestuurslaag in het regentschap Tanjung Balai van de provincie Noord-Sumatra, Indonesië. Pantai Johor telt 3378 inwoners (volkstelling 2010).